# Быховское гетто
Гетто в Бы́хове (сентябрь 1941) — еврейское гетто, место принудительного переселения евреев города Быхова Могилёвской области в процессе преследования и уничтожения евреев во время оккупации территории Белоруссии войсками нацистской Германии в период Второй мировой войны.

## Оккупация Быхова и создание гетто
В 1939 году в Быхове жили 2295 евреев — 20,8 % от общего количества горожан, и значительное число евреев — беженцев из Польши.
5 (3) июля 1941 года Быхов был занят немецкими войсками и оккупация продолжалась 3 года — до 28 июня 1944 года.
Часть евреев не успела эвакуироваться, часть вернулась обратно, потому что дороги оказались уже перекрыты, а некоторые, помня немецких солдат по Первой мировой войне как вполне добропорядочных людей, и не пытались бежать на восток. Братья Хаскины — быховские зажиточные евреи, пострадавшие от Советской власти, — даже вышли встречать немецкие части хлебом-солью.
Оккупанты сразу организовали полицейский участок, расположившийся там, где сейчас находится почта на углу улицы Днепровской, немецкая комендатура была около сушильного завода, жандармерия — в помещении школы № 1.
Немцы очень серьёзно относились к возможности еврейского сопротивления, и поэтому в большинстве случаев в первую очередь убивали в гетто или ещё до его создания евреев-мужчин в возрасте примерно от 15 до 50 лет — несмотря на экономическую нецелесообразность, так как это были самые трудоспособные узники. По этим соображениям уже 28 августа 1941 года была проведена первая «акция» (таким эвфемизмом гитлеровцы называли организованные ими массовые убийства). В этот день 252 молодых евреев, юношей и девушек, отправили якобы на ремонт дороги Быхов-Рогачёв, привезли на окраину города ко рву глубиной 10-12 метров, который местные жители называли «Гоньковым» («Гоньковским», «Гонькиным», «Ганьков»), и всех убили. В городе были слышны выстрелы и крики, но полицаи никого туда близко не подпускали.
В начале сентября 1941 года комендант Быхова обер-лейтенант Мартус организовал принудительную перепись населения с обязательным выяснением национальности. Используя результаты переписи, немцы начали реализацию гитлеровской программы уничтожения евреев и первым делом, тогда же, в сентябре 1941 года, организовали в городе гетто.

## Условия в гетто
Евреев Быхова согнали на территорию между старинным Быховским замком и Преображенской церковью, и в само здание замка. С собой разрешили взять только минимум самых необходимых вещей. Никаких продуктов и воду людям не выдавали.
Вместе с евреями в гетто заключили также и членов советско-партийного актива, и беженцев из Западной Белоруссии и Польши в 1939—1941 годах, многие из них не знали русского языка и говорили только по-польски и на идише, и евреев из района, и беженцев из Могилева, которые не успели уйти от немцев. Общее число узников составило 4679 человек. Узникам-евреям приказали носить жёлтые нашивки в виде шестиконечной звезды.
Охрану гетто несла специально выделенная рота полицаев.

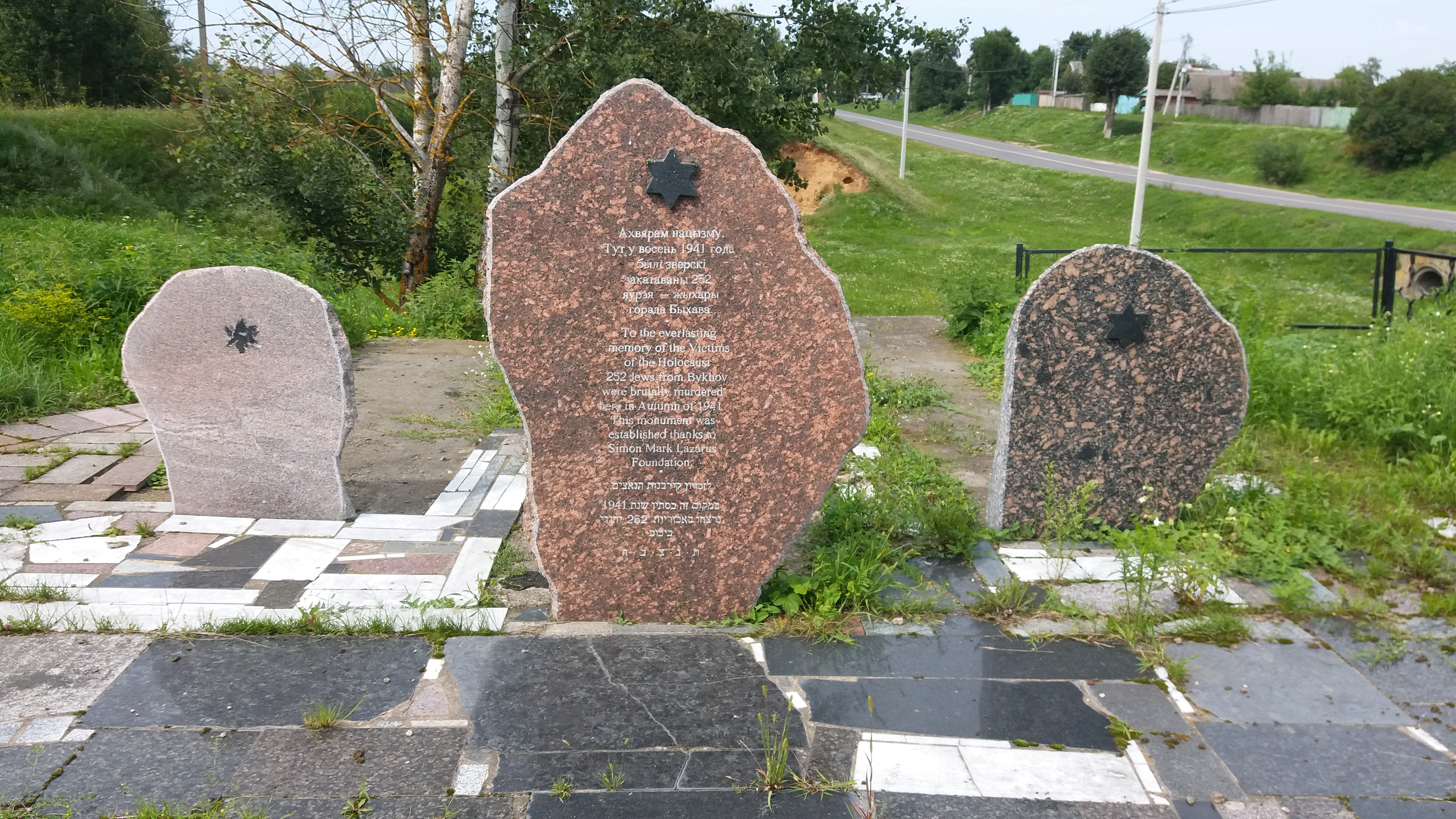
Памятник в урочище Гоньков ров

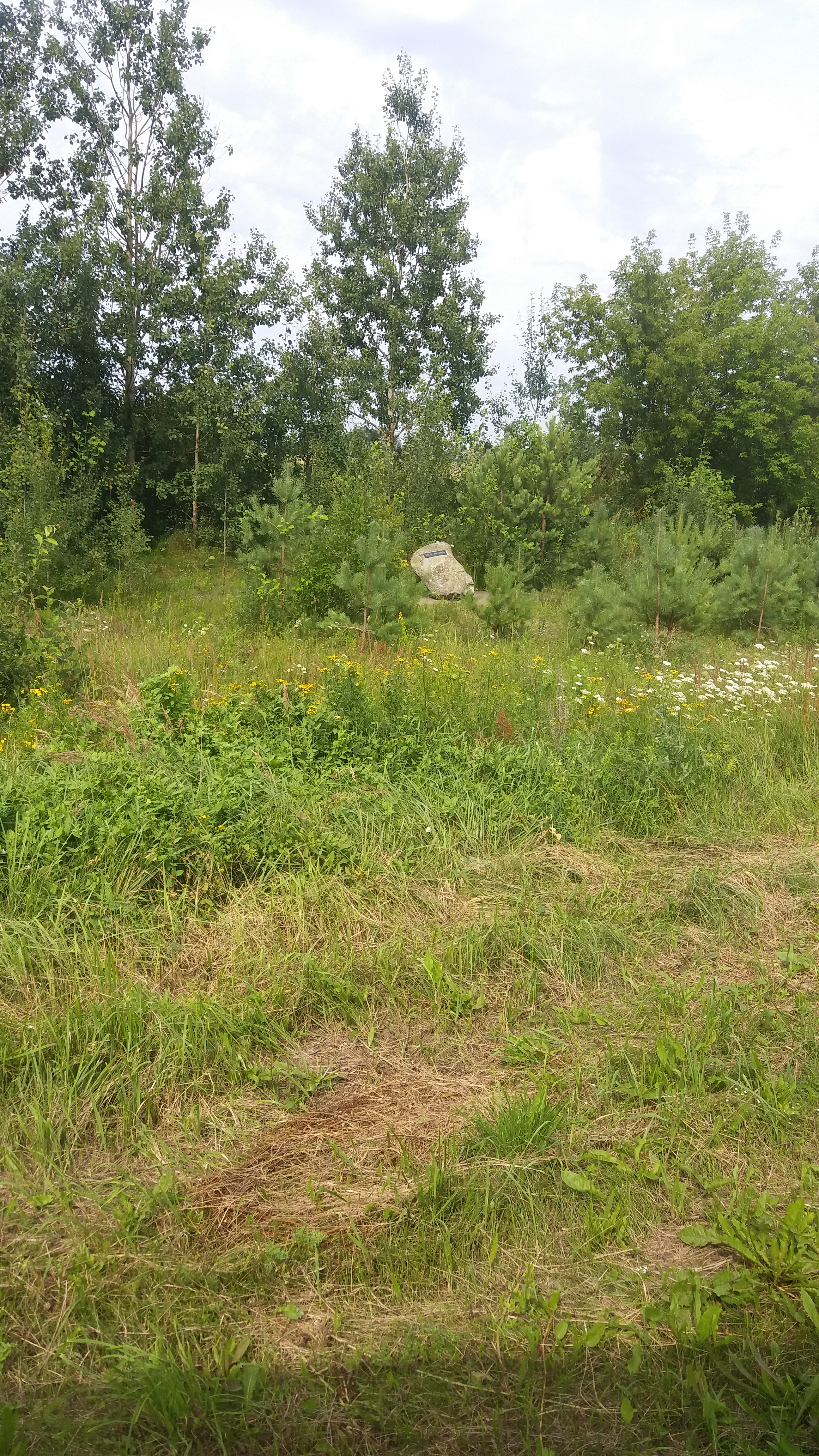
Памятный знак недалеко от мемориала в урочище Гоньков ров

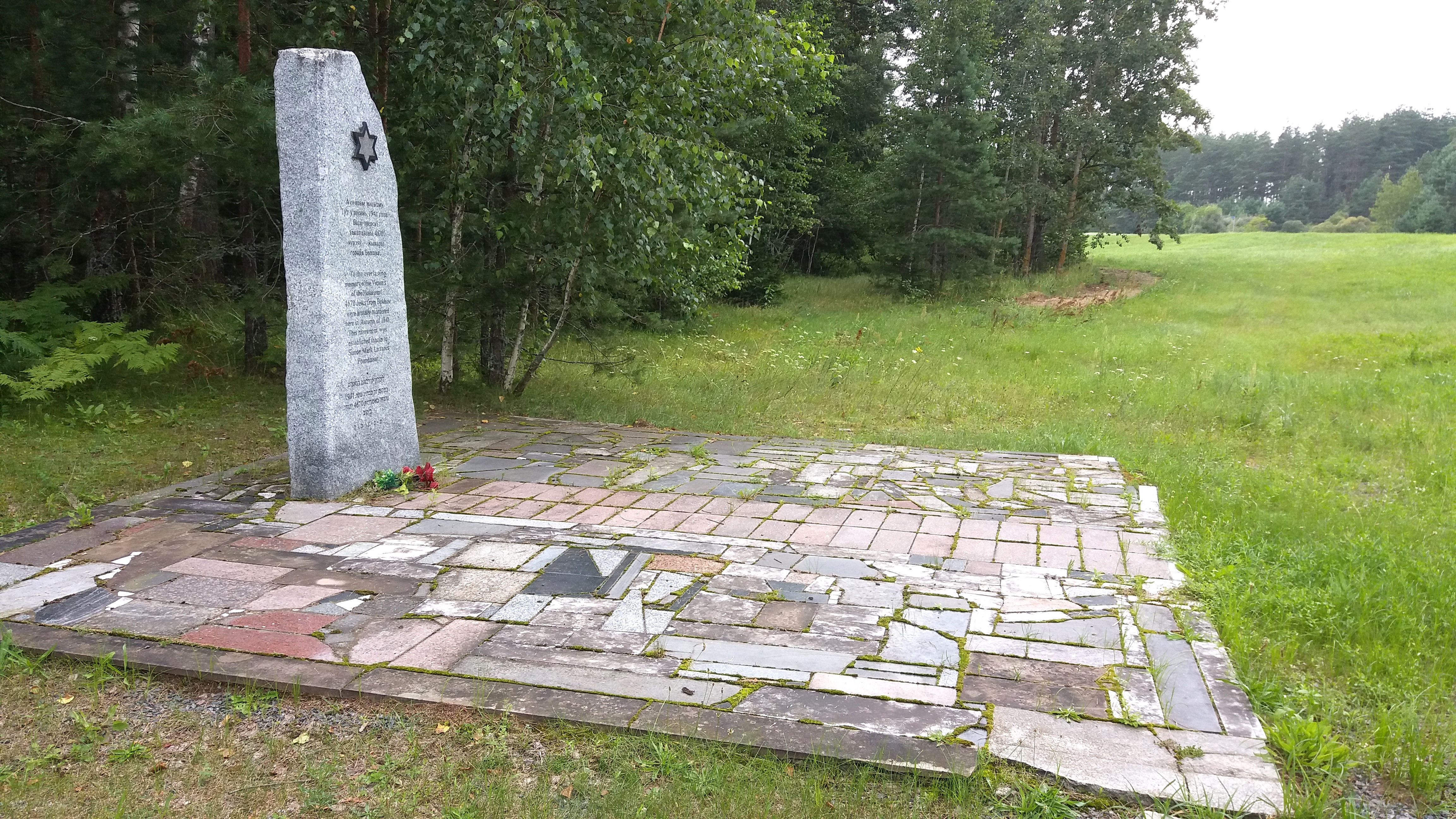
Памятник на месте убийства 4670 евреев около деревни Воронино

## Уничтожение гетто
Быховское гетто просуществовало всего лишь неделю, и немцы со своими пособниками-коллаборационистами начали массовые убийства полуживых от голода, жажды и холода узников. В течение двух дней колонны евреев выводили в сторону деревни Воронино за реку Днепр и расстреливали. Тех, кто уже не мог идти сам, больных, стариков и детей вывозили к месту убийства на грузовых машинах. Чтобы не возиться с обессиленными людьми, некоторых из них, а также тех, кто сопротивлялся, сбрасывали в кузова машин прямо из окон второго этажа замка. Машины возвращались пустые и опять везли людей к месту убийства — так продолжалось больше половины дня.
Обреченных евреев гнали к противотанковому рву в 6 километрах от деревни Воронино в урочище Масловичи за мостом через Днепр (и сейчас в Быхове единственная оставшаяся мощенная камнем улица ведет вниз к старому, уже разрушенному мосту). Людей заставляли раздеться, а одежду, обувь и личные вещи полицаи-мародёры забирали и тут же тщательно проверяли — искали золото и драгоценности. Евреев ставили по 10 человек на широкую доску, перекинутую через ров, и расстреливали. По мере заполнения ямы доску передвигали. На месте расстрела осталось валяться много бутылок от водки.
Детей и подростков не расстреливали, а переламывали им позвоночник и ещё живыми скидывали в яму с телами убитых. Маленьких детей хохотавшие немцы подбрасывали и расстреливали в воздухе.
Всего в сентябре 1941 года в этом рву было расстреляно более 4000 евреев.
Вещи убитых евреев были выставлены в Быхове на распродажу, но когда выяснилось, что местное население их не покупает, награбленное еврейское имущество было отправлено в Германию.
Оккупанты искали спрятавшихся евреев в Быхове вплоть до зимы 1941 года, и аресты евреев, оставшихся в городе и районе, производились почти ежедневно — их выводили или вывозили за город и убивали. Известны нескольких мест, где нацисты и полицаи расстреливали пойманных евреев — район немецкого аэродрома, территория ацетонобутанолового завода, где располагался лагерь военнопленных (после войны там был запущен консервно-овощесушильный завод), и «Гоньков» ров.

## Случаи спасения
Иван Леонтьевич Килесо, 1877 года рождения, живший с женой на улице Колхозной, прятал у себя дома 17-летнюю Мусю (Марию) Краснову. Она была из многодетной еврейской семьи, но категорически отказалась идти в гетто. Иван Леонтьевич оставил её дома, выдавая за внучку, до ноября 1941 года, а затем переправил девочку к своему знакомому в Ново-Быхов. Вся семья Муси погибла, а она выжила.
Фрейда Адинец была еврейкой, её муж, Адинец Степан Данилович, — русским. Когда всех евреев забирали в гетто, Степан свою жену и детей спрятал в доме, в котором квартировал немец. Немец знал, что в доме скрывается еврейка с детьми, но не выдал, и даже помогал им прятаться. Но кто-то все равно донес, и в 1942 году немцы окружили дом и всех схватили. Фрейду с детьми Перной, Вовой и Аней погрузили в машину, а Степану Даниловичу немцы разрешили остаться, но он не оставил семью, и всех расстреляли.
Их 16-летняя дочь Маня ещё до этих событий отлучилась из дома, а потом её предупредили, что дома её ждет засада. Маня 10 дней пряталась у соседей Нелли Домациевской и её матери, потом ушла из города к партизанам, воевала, выжила, и после войны жила в Быхове.
Кац Мойше (Михаил), молодой еврей примерно 25-ти лет, выпрыгнул на полном ходу из машины, в которой его с другими узниками гетто везли на расстрел, и скрылся в лесу. Вслед ему стреляли, но погоню немцы не устроили — были уверены, что в лесу в мороз он и так погибнет, однако Мойше выжил.
Спасали еврея родители Нины Гарцуевой из колхоза Володарского. Спаслись две молодые еврейские девушки: Мария Ладнова и Мария Краснова, воевавшие потом в партизанах. Апанас Сташкевич прятал молодых еврейских парней Дрыбинских — Хаима и Шолома, но их выдал полицейский Седич, и они были убиты.
Главного инженера ацетонобутанолового завода Георгия Моисеевича Шапиро немцы убили в первые дни оккупации прямо на улице — после его утвердительного ответа на вопрос, еврей ли он. Бургомистр Быхова по фамилии Валовик пришёл ночью к жене убитого Драгун Валентине Михайловне и предупредил, что утром за ней придут — она бежала с сыном Володей и спаслась.
Быховчанин Федор Устинов воевал на фронте, а его мать выдала немцам невестку-еврейку с сыном. Когда их в толпе других евреев вели на расстрел, жене Федора удалось вытолкнуть из колонны сына Бориса, и он спасся.

## Палачи и организаторы убийств
Остались известны имена некоторых убийц мирных жителей Быхова. Полицай Яценко вёз на телеге четырёх маленьких еврейских детей. На улице Дороховской он остановился, разбил детям головы об угол дома, и повез тела мёртвых малышей дальше. В начале 1950-х годов он был пойман и осужден.
Во время оккупации начальником СД Быхова был Гаев. Имея садистские наклонности, он любил лично вешать людей. После войны сумел убежать и работал управляющим стройтреста на Сахалине. Его случайно опознали, судили открытым судом в Быхове и там же повесили.

## Память
Быховская районная комиссия ЧГК также выявила, что в конце 1943 года нацисты проводили специальные работы с целью уничтожения улик своих преступлений. Они заставляли советских военнопленных раскапывать места массовых захоронений, вывозить останки жертв в пригород Быхова в район деревни Язвы (сейчас — деревня Восточное) и сжигать. В конце все свидетели и участники этих работ были убиты, а их тела тоже уничтожены.
В 1946—1947 годах евреи Быхова получили разрешение на частичные эксгумацию и перезахоронение на еврейском кладбище останков жертв геноцида евреев. Выжившие быховские евреи, в том числе и живущие не в Быхове, собирали деньги, на которые нанимали местных людей с подводами. Эти люди ночами выкапывали и перевозили на кладбище останки расстрелянных под Воронино евреев. На двух братских могилах (евреев-мужчин и женщин) на кладбище были установлены два памятника.
На местах массовых расстрелов евреев во время Катастрофы в Быховском районе памятники были установлены только много лет спустя. Один установлен в километре от деревни Воронино, у дороги Воронино-Быхов — здесь были убиты 4670 человек. Второй — рядом с «Гоньковым» рвом по дороге на Рогачев (улица Дорохова) Председатель еврейской общины Быхова С. П. Двоскин также установил памятный знак (камень с надписью) на месте расстрела в Гоньковом рву, где были расстреляны 252 еврея.